# Misión Malahang

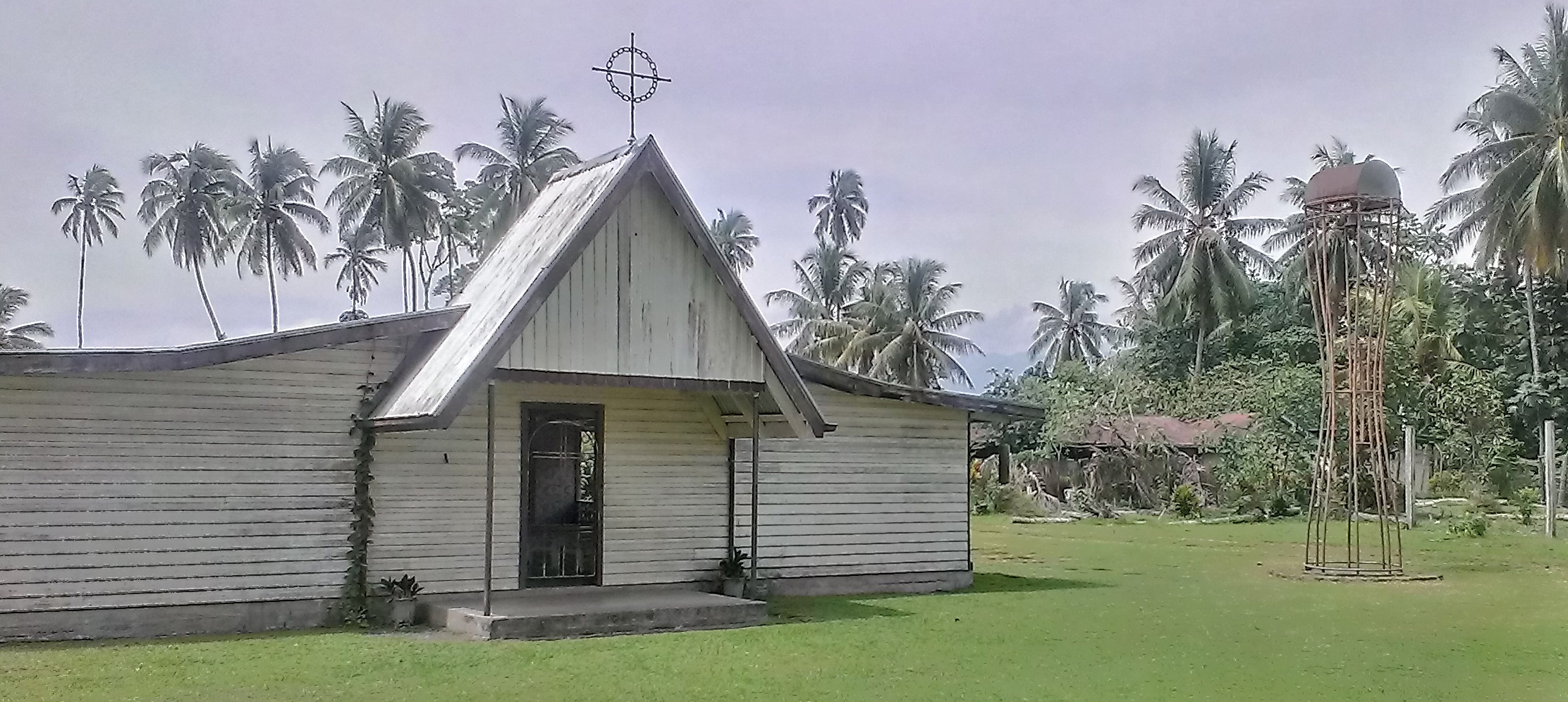
Foto de la iglesia luterana de la misión Malahang, Lae, provincia de Morobe. El nuevo campanario a la derecha de la imagen.

La misión Malahang es una sucursal filial luterana situada en Malahang, provincia de Morobe, en Papúa Nueva Guinea. La sede de la misión se encuentra en Busu Road, Malahang, frente al área industrial de Malahang.

## Localización
La misión Malahang está ubicada en Busu Road Malahang, Lae, justo enfrente de la zona industrial de Malahang. El aeródromo de Malahang —ahora el área industrial— daba servicio a la Estación de la Misión de Malahang. La Universidad Luterana de Papúa Nueva Guinea, el Seminario Martin Luther, el Colegio de Profesores Balob y la sede de la Iglesia Evangélica Luterana de Papúa Nueva Guinea se encuentran a kilómetros de distancia unos de otros.

## Historia
El 12 de julio de 1886, un misionero alemán, Johann Flierl, un misionero pionero del Sínodo Luterano de Australia del Sur y de la Sociedad Misionera de Neuendettelsau, navegó a Simbang en Finschhafen, Tierra del Emperador Guillermo.

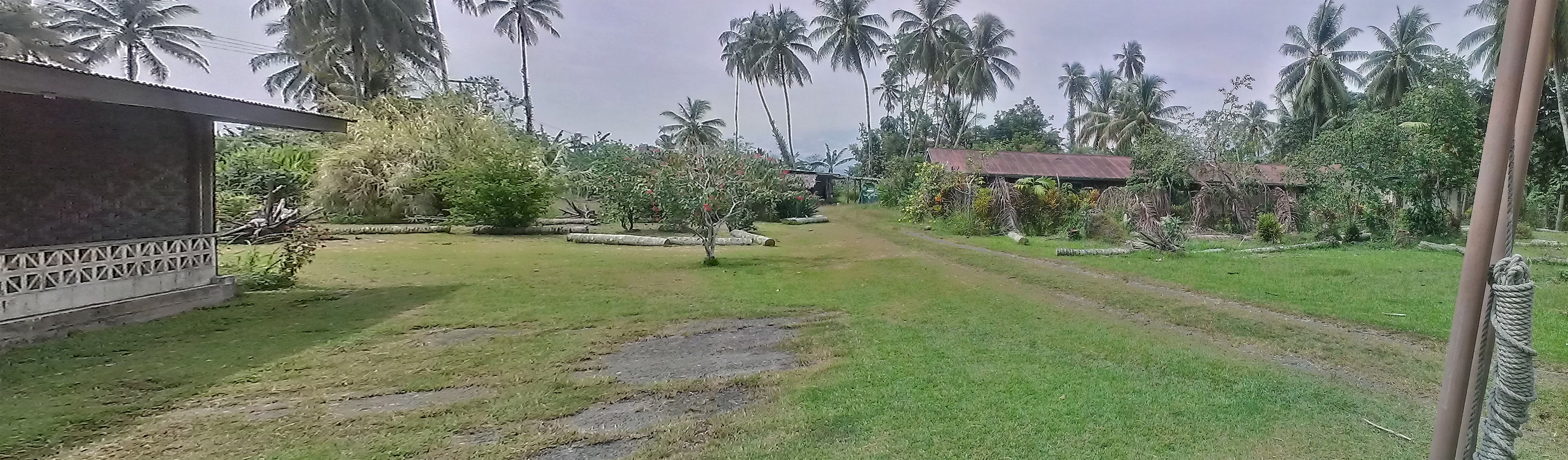
Foto de la antigua «prisión» de los niños. Iglesia luterana a la izquierda de la foto. Foto tomada el 30 de enero de 2014.

El Sínodo y la Sociedad Misionera buscaron llevar a Australia y Nueva Guinea la «convicción absoluta» de la confesión luterana histórica. La colonia alemana en Australia, similar a la colonia luterana alemana en Misuri (Estados Unidos), había abandonado Prusia en 1838 y en la década de 1840 para escapar del «unionismo», el movimiento hacia la uniformidad de la organización y el culto impuesto por el Estado. Wilhelm Löhe, un pastor de Neuendettelsau en Alemania, trajo una ideología similar a la Sociedad Misionera de Neuendettelsau. La sociedad misionera proveyó el clero y la educación religiosa para los asentamientos luteranos en Misuri, Iowa y Ohio, Australia, y en cualquier otro lugar donde los luteranos se habían asentado «pensando libremente».
Flierl navegó desde la misión de Río Cooper en Australia Meridional hacia la Nueva Guinea alemana haciendo escala en Queensland para establecer la Misión de Cape Bedford y la Misión Elim.
En ese momento, dos grupos de alemanes habitaban la Tierra del Emperador Guillermo. El grupo más grande eran los empresarios, propietarios de plantaciones, funcionarios de la Compañía Alemana de Nueva Guinea y funcionarios gubernamentales que vivían en Finschhafen y en Madang, y en plantaciones a lo largo de la costa. Veían a los grupos con los que se encontraban, de manera diferente a como lo hacían los evangélicos luteranos en Finschhafen, Sattelberg, y las declaraciones de misión filial a lo largo de la costa. Flierl, sin embargo, los veía como hijos de Dios. Para él, era necesario llevar a todos los hijos de Dios a la comprensión de la salvación y pidió con frecuencia al Sínodo de Australia nuevos misioneros, y en 1899, se le envió a Christian Keysser. 
Fotos más grandes tres:

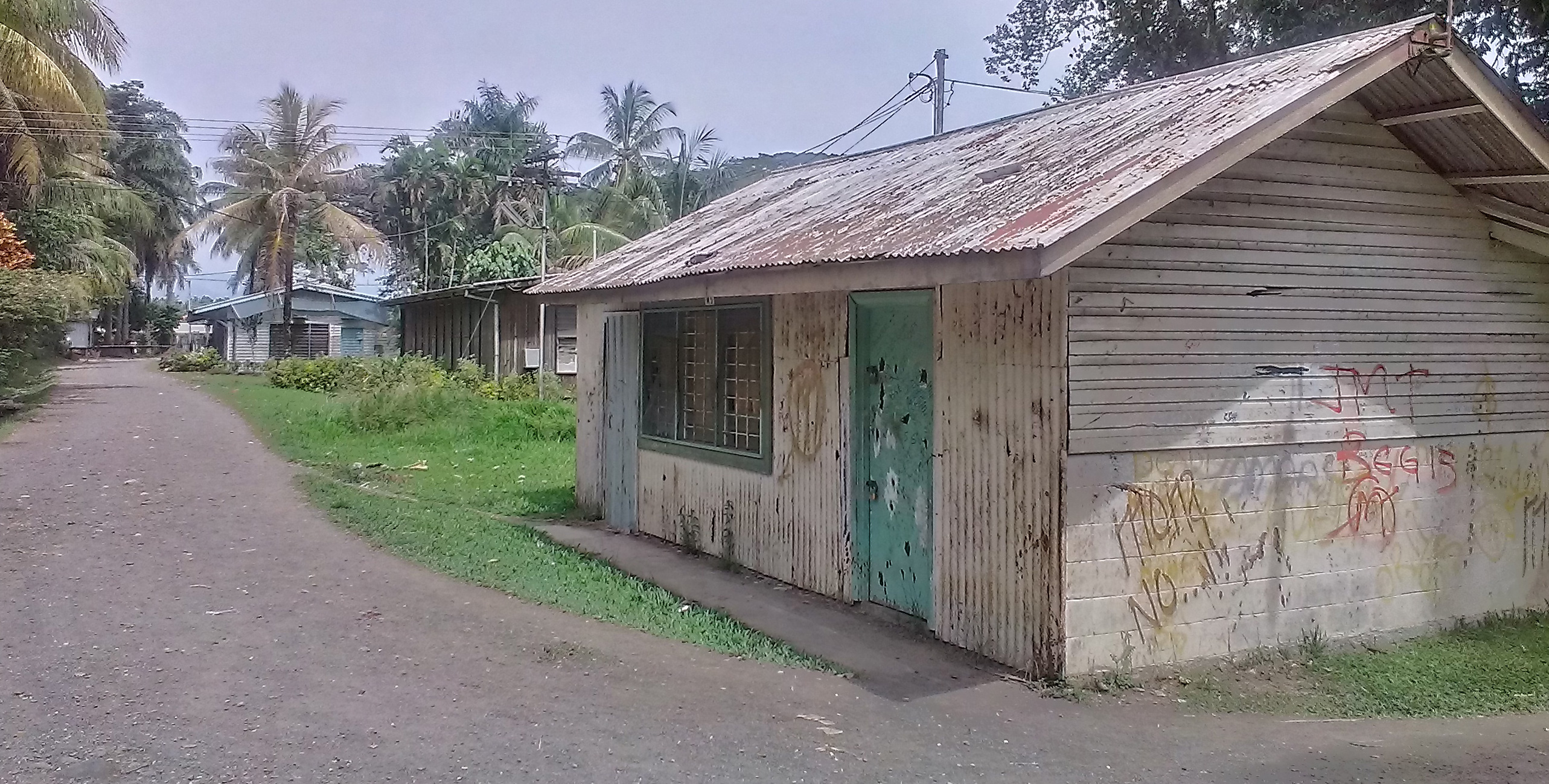
Foto de la oficina principal de la Misión de Malahang.
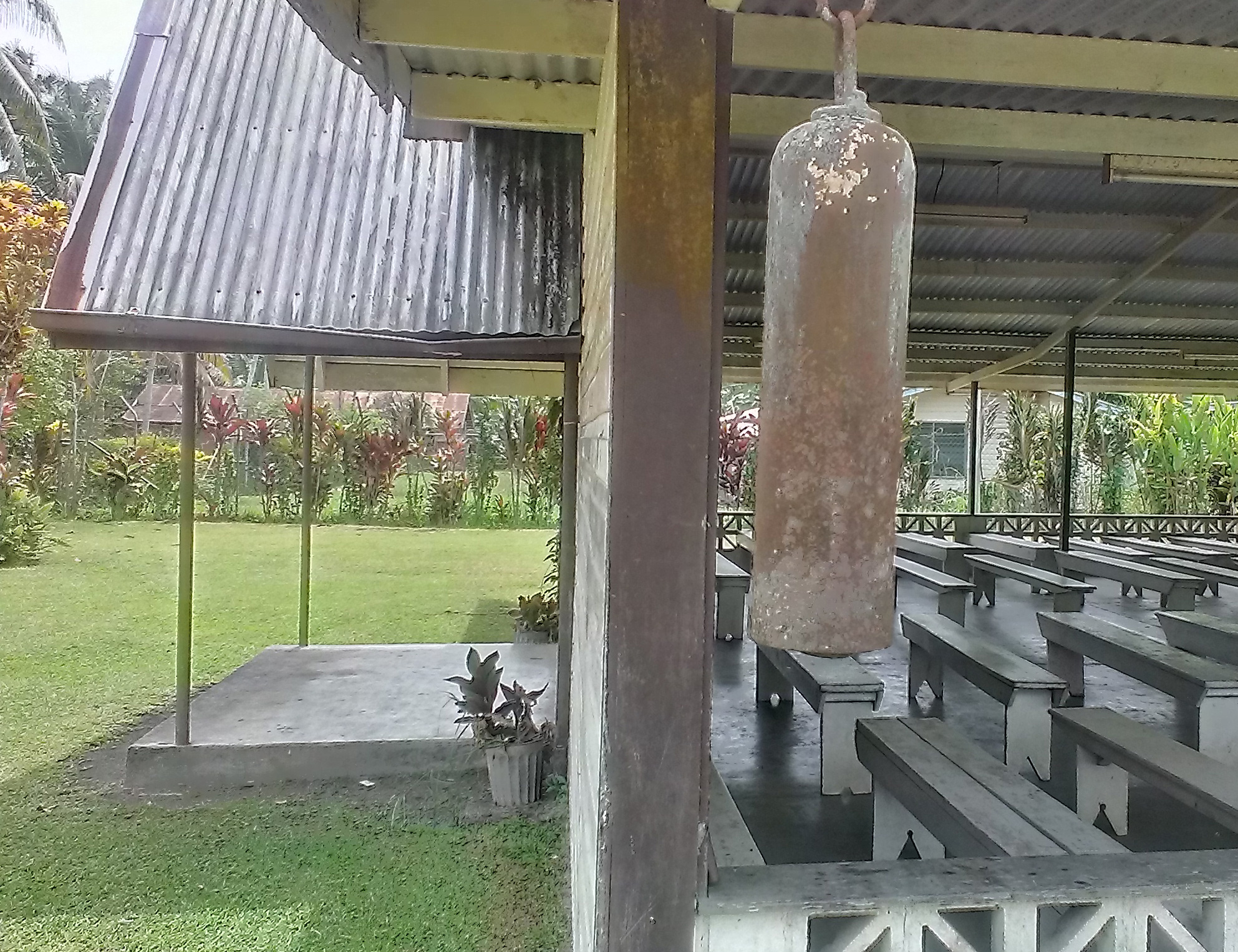
Foto de la campana original en la iglesia luterana.
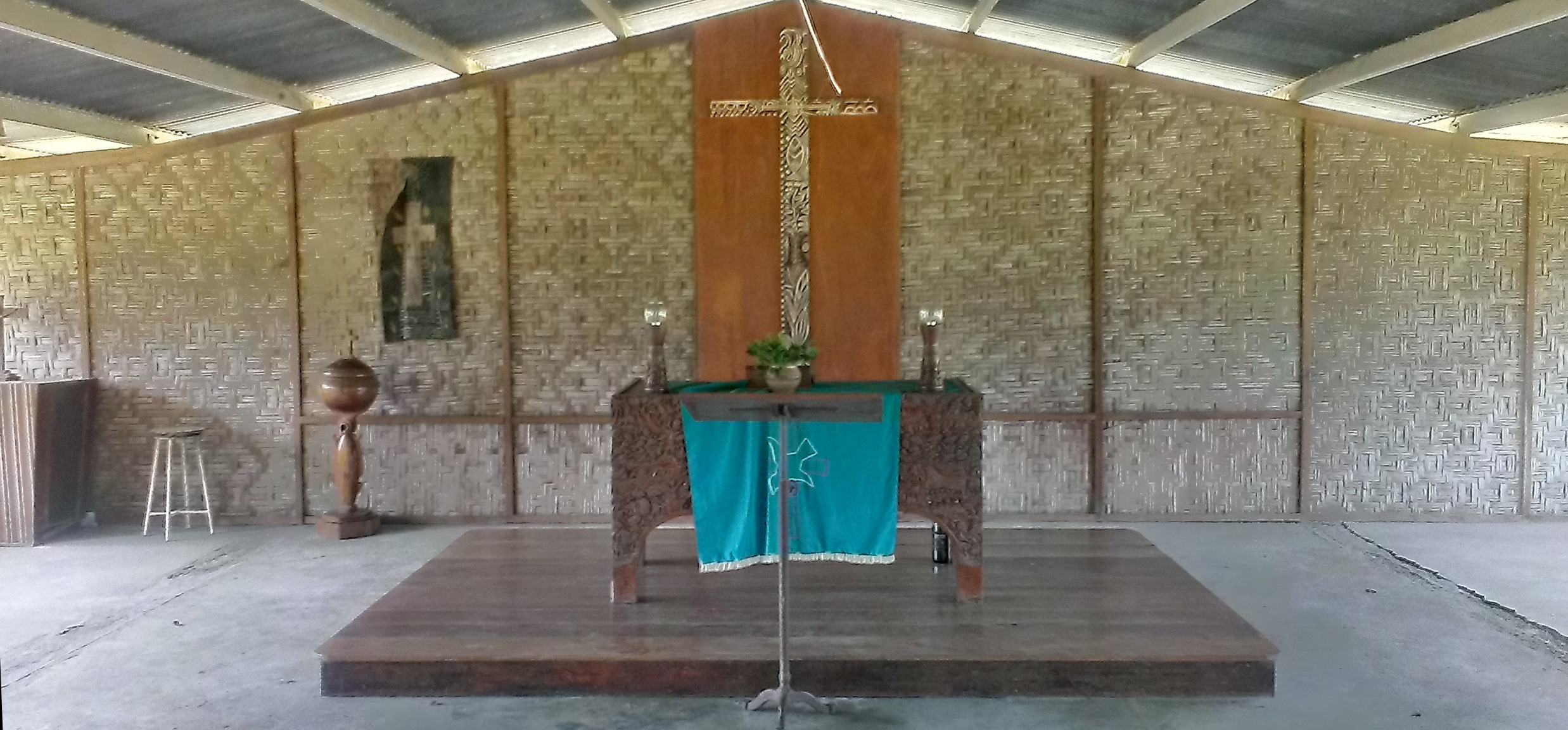
Foto del interior de la iglesia luterana

La Iglesia Luterana Ampo se encuentra a pocos kilómetros de la Misión de Malahang. Según The Adelaide Advertiser (21 de octubre de 1929), «Sección de Relaciones Personales»:

El pastor (Gottfried) Schmutterer está en camino para unirse a la Misión Luterana en Nueva Guinea, llegada el domingo por el barco alemán Oder.  Realizará una gira de seis semanas por Australia del Sur antes de partir hacia Nueva Guinea con su esposa. El pastor Schmutterer ha pasado 8 años en la misión anteriormente, pero se vio obligado a abandonar el trabajo hace tres años debido a su mala salud.

### Segunda Guerra Mundial
Entre abril de 1943 y julio de 1943, la Sección Geográfica Aliada del Área del Pacífico Sudoccidental, realizó un reconocimiento tras la invasión japonesa. El «Manual del Terreno» dice en la página 18:

Misión Luterana 2 millas al NE de Lae. El personal está ahora en Australia. Estaba equipado con un radioteléfono, pero el equipo fue retirado por la administración. Amplio aeródromo con talleres de reparación a 1 milla al NE. Aserradero (con tractor) 2 millas al norte. Plantación al norte o aeródromo. Plantación, 3 millas al NE. 300 acres de coco, también aserradero al norte de la plantación. Casa, comercio, tienda, tienda de copra. Propiedad de la misión luterana Fotografía 14 (La foto 13 muestra la casa de los maestros (ver foto del taller), la iglesia, la escuela nativa, la casa de la misión) El aeródromo de Malahang está a tres millas al NE de Lae. 600 x 90 yardas de ancho. Funciona en NW/SE (131 grados) Las extensiones posibles en la actualidad únicamente son adecuadas para tipos limitados de aeronaves. Había dos hangares en el borde NE del claro. Se ha hecho un claro de 80 x 200 yardas en el extremo NW.

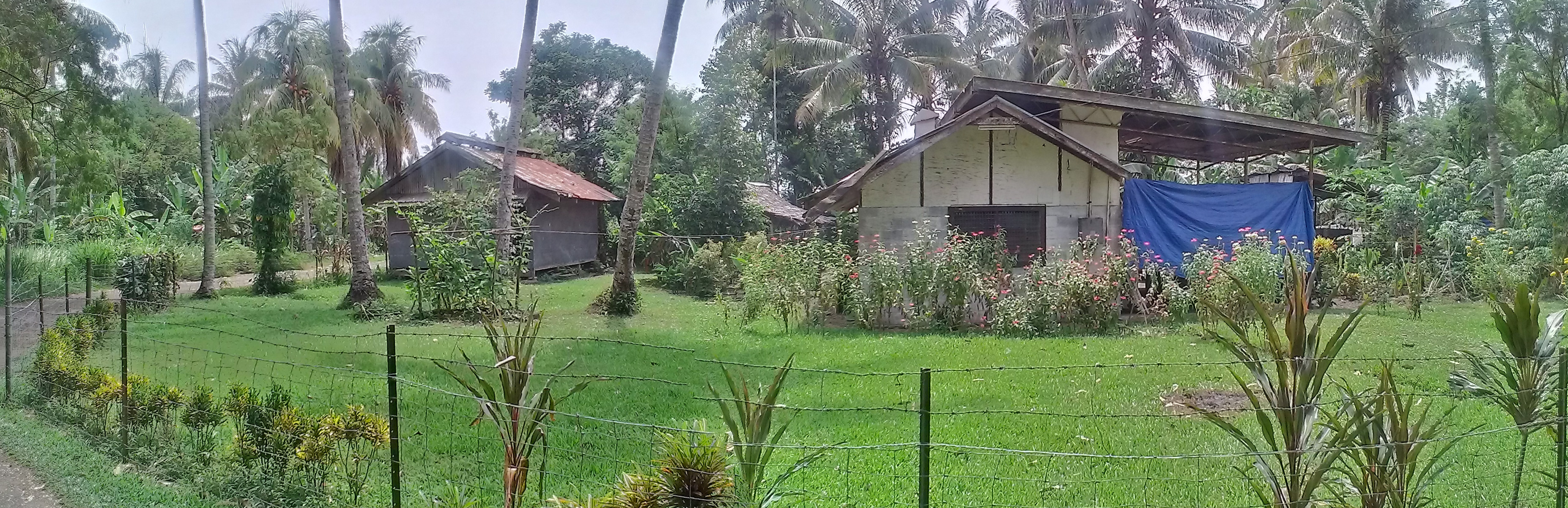
Foto de la antigua biblioteca de la Estación Misionera de Malahang.

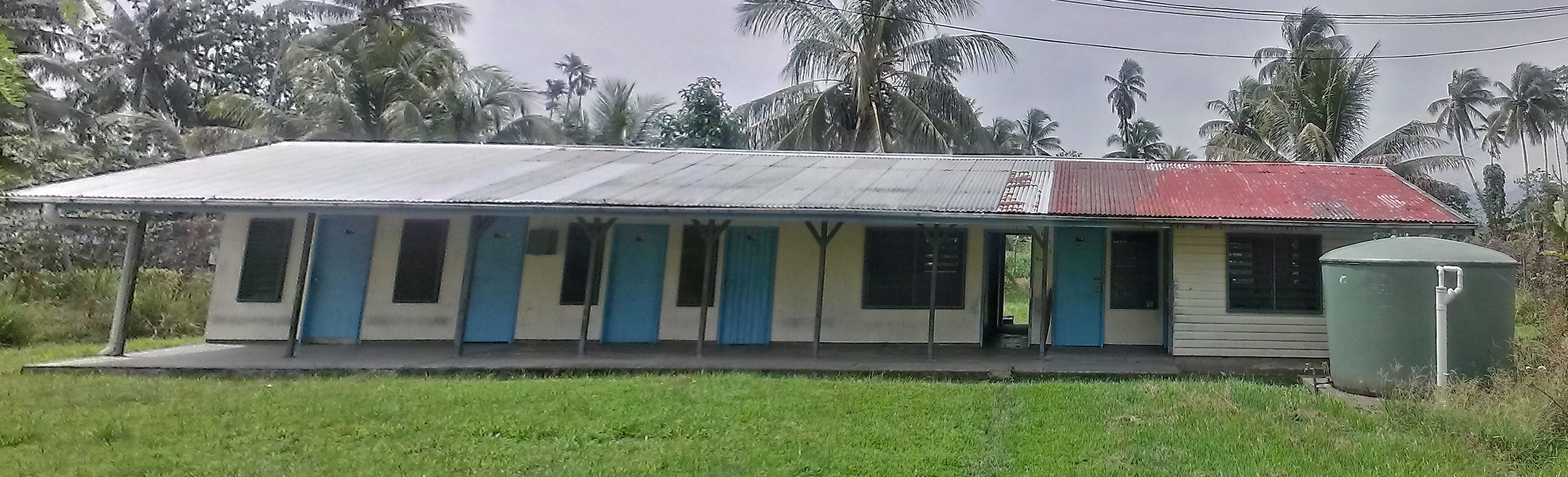
Foto del cuartel de visitantes en la estación de misión de Malahang

Durante la Segunda Guerra Mundial todos los misioneros abandonaron la zona, y muchas estaciones misioneras, iglesias, escuelas y hospitales sufrieron daños. A pesar de ello, los líderes de las iglesias indígenas y los cristianos locales se mantuvieron firmes en el trabajo de la iglesia. Después de la guerra, se pidió a las iglesias luteranas de Australia y Norteamérica que ayudaran a reconstruir la iglesia de Papúa Nueva Guinea, trabajando juntas como la Misión Luterana de Nueva Guinea.
En 1956 misioneros expatriados y líderes de iglesias indígenas se reunieron y formaron la actual iglesia indígena. En el momento de su fundación, la iglesia se llamaba Iglesia Evangélica Luterana de Nueva Guinea y su obispo fundador era un misionero expatriado de la Iglesia Luterana Americana. El primer obispo indígena fue elegido en 1973. En 1975, en vísperas de la independencia del país, el nombre de la iglesia fue cambiado a Iglesia Evangélica Luterana de Papúa Nueva Guinea.
En 1977 la iglesia fue declarada oficialmente autónoma y otra iglesia luterana local organizada por la Misión Luterana Australiana se unió a la Iglesia Evangélica Luterana de Papúa Nueva Guinea.

## Agricultura

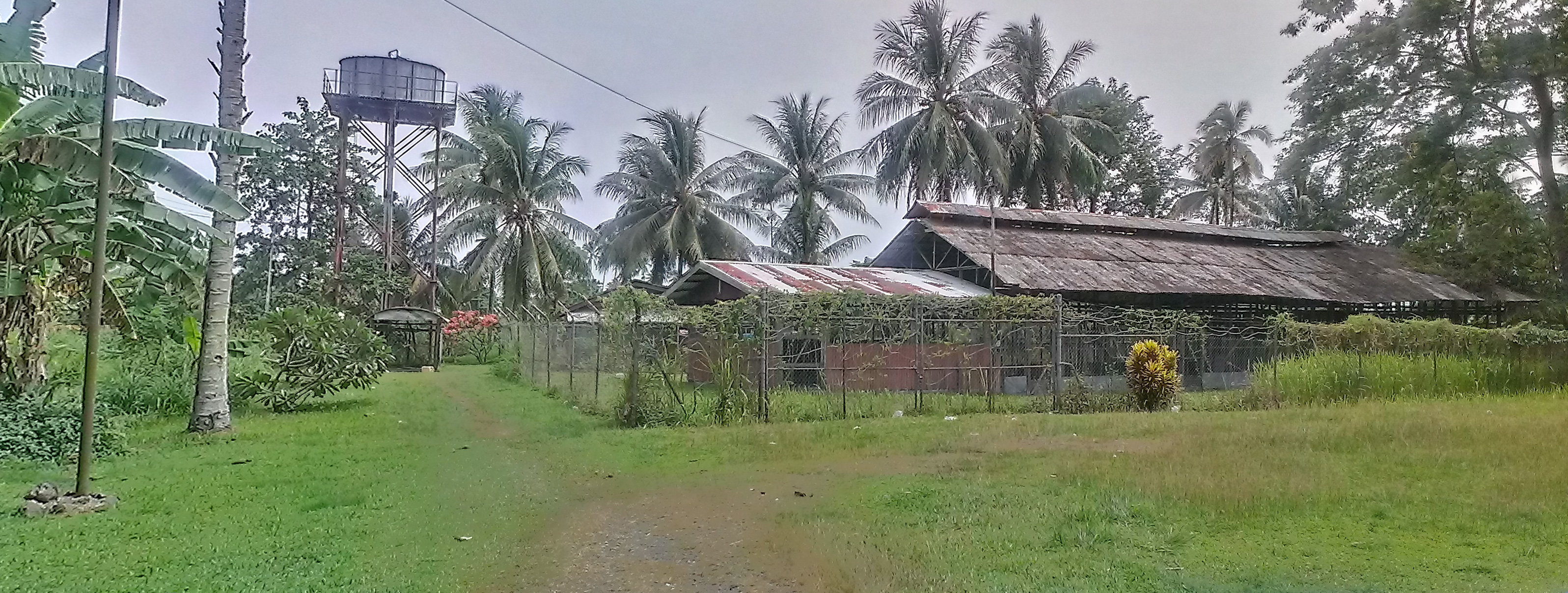
Foto del viejo cobertizo de pollos en la Misión Malahang.

En 1900 la Sociedad Misionera de Neuendettelsau importó ganado de Australia a las estaciones misioneras de Malahang y Finschhafen, sin embargo la Anaplasma marginale causó muchas pérdidas. Finalmente, la misión de Malahang vendió el ganado a la población local a 70 dólares por cabeza.
En 1914 la misión compró tierras para su plantación y regaló el ganado a la población local.
En 1954, los agricultores australianos ayudaron a la misión a restablecer su ganado:

Veinticinco vaquillas de Shorthorn han sido enviadas desde Cairns en el norte de Queensland, a Lae, en Nueva Guinea, para formar el núcleo de un rebaño de reses en la Misión Luterana allí. Las vaquillas fueron donadas a la misión por el Sr. A. W. Anderson y tenían entre 11 y 13 meses de edad. Su peso promedio es de 400 lb. cada una. Dos viajes fueron hechos por un fletado especialmente un avión DC3 para llevar el ganado a Nueva Guinea. El ganado fue traído de Julia Creek a Mackay y luego llevado a la meseta Atherton donde estuvo descansado e inoculado. Doce cabezas fueron tomadas en el primer viaje. El costo de las novillas en Lae, que se encuentra a unas 650 millas de Cairns, fue de aproximadamente 60 libras esterlinas por cabeza, en comparación con 110 libras esterlinas por el costo estimado de envío. Las tarifas de flete para el DC3 eran de 1200 libras esterlinas. El Sr. W. W. W. Meuser, que vino a Cairns para supervisar la carga del cargamento, dijo que el Sr. P. Kidd, de Malanda, en el norte de Queensland, compraría un toro de la raza Santa Gertrudis para aparearse con las vaquillas. El personal europeo y nativo de la misión consume cantidades considerables de carne de vacuno".

El 24 de octubre de 1959 se llevó a cabo la primera exposición agrícola de Lae:

En la sección de ganado, el lechero fue la exposición más fuerte. El ganado provenía de la Misión Luterana de Malahang, los productos lácteos de la señora Jensen, ambas cerca de Lae y del Departamento de Agricultura, Ganadería y Pesca (DASF).

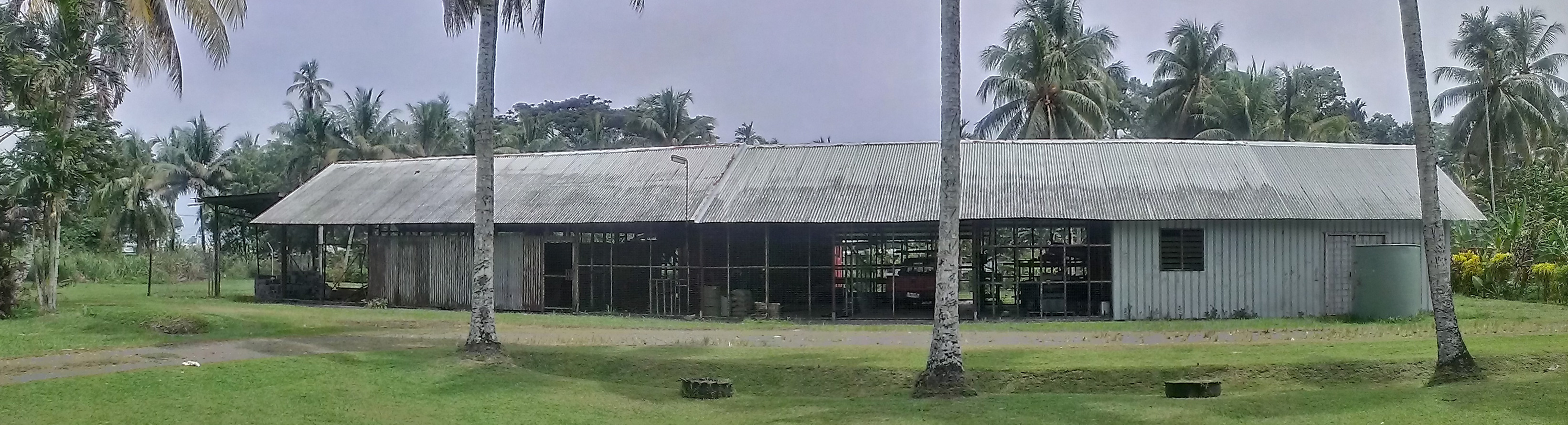
Foto del antiguo taller.

La misión era propietaria de 1250 acres de plantaciones de coco, producía copra, cultivaba hortalizas, cría de aves, ganado y otros animales y operaba aserraderos. El rebaño de ganado se elevó hasta más de 150 cabezas y se estableció una lechería. En 1955, Tropical Dairies se convirtió en el primero en Papúa Nueva Guinea en suministrar leche pasteurizada en cartones. Para 1961, Malahang producía unos 32 000 galones de leche por año.

## Junkers F 13

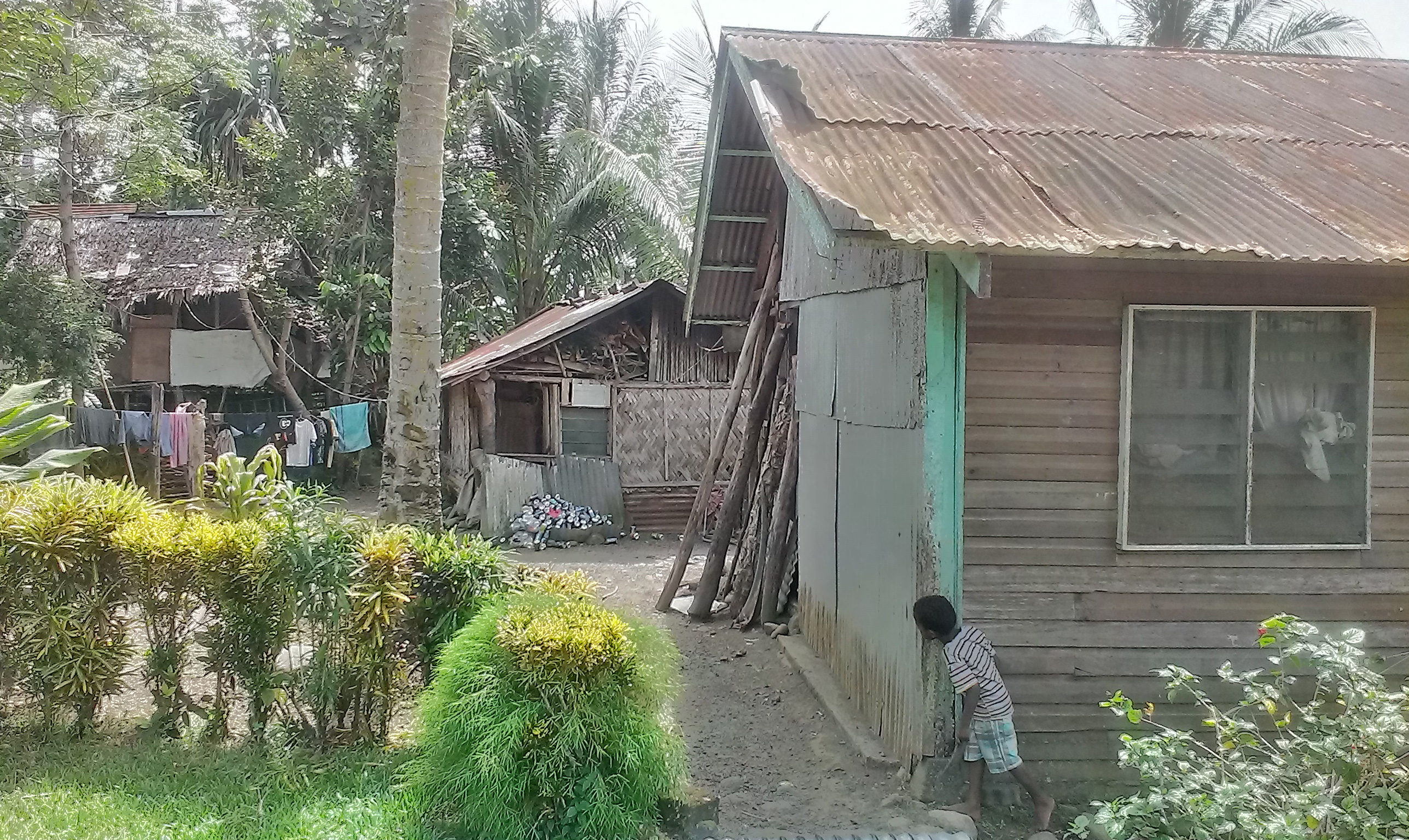
Foto de las casas de los misioneros.

La misión poseía y operaba un avión trimotor Junkers F 13 llamado «Papua» (VH-UTS). En agosto de 1939, los pilotos alemanes Werner Garms y Paul Raabe de Malahang despegaron en ruta hacia la estación de la Misión Luterana de Ogelgeng, cerca del Monte Hagen. Después de conocer el inicio de la Segunda Guerra Mundial en Europa, los dos pilotos decidieron robar el avión y regresar a Alemania. Volaron al aeródromo de Merauke donde los Junkers fueron abandonados, su destino final es desconocido. Garms y Raabe se dirigieron en barco a Japón y luego por el ferrocarril transiberiano de vuelta a Alemania, donde ambos se unieron a la Luftwaffe. Garms murió en el frente de Crimea durante la invasión alemana de Rusia.